# Asperula azerbaidjanica
Asperula azerbaidjanica là một loài thực vật có hoa trong họ Thiến thảo. Loài này được Mam, Shach & Velib. mô tả khoa học đầu tiên năm 1993.